# Comuna Ozereanî, Buceaci
Ozereanî (în ucraineană Озеряни) este o comună în raionul Buceaci, regiunea Ternopil, Ucraina, formată din satele Ozereanî (reședința) și Verbeatîn.

## Demografie
Componența lingvistică a comunei Ozereanî
     Ucraineană (99,79%)
     Alte limbi (0,21%)
Conform recensământului din 2001, majoritatea populației comunei Ozereanî era vorbitoare de ucraineană (99,79%), existând în minoritate și vorbitori de alte limbi.